# Епигнатус
Епигнатус је редак урођени орофацијални тератом који настаје из сфеноидног региона непца или ждрела. Сматра се да је узрокован неорганизованом и неконтролисаном диференцијацијом соматских ћелија која доводи до формирања тератома; па се понекад  назива и фетус у фетусу, што је изузетно ретка појава некомплетног али паразитског фетуса који се налази у телу његовог близанца.
Иако се овај тумор се сматра доброћудним ( бенигним или неканцерозним), он је опасан по живот због својих атипичних карактеристика (величина, локација и брзина развоја) и високог ризика од опструкције дисајних путева.
Епигнатус се јавља код отприлике 1:35.000 до 1:200.000 живорођених, што представља 2% до 9% свих тератома а узрок смрт у 80-100% случајева настаје у тренутку порођаја. Упркос високој стопи морталитета, најважнији фактор у побољшању вероватноће преживљавања је откривање и дијагностиковање лезије пре рођења коришћењем ултразвука и магнетне резонантне томографије (МРТ).  Ако се пренатално не открије, епигнат ће бити очигледан одмах након рођења, али ће прогноза бити лоша због недостатка припреме и планова лечења.
Већина беба са епигнатусом има лошу прогнозу због касне дијагнозе и, последично, компликација у обезбеђивању дисајних путева. Међутим, са раним откривањем и мултидисциплинарним здравственим тимовима, адекватан план лечења за обезбеђивање бебиних дисајних путева и хируршки уклањање лезије може побољшати прогнозу.  Опције лечења за ово ретко стање дају приоритет управљању ризиком од гушења пре него што се одлучи о одговарајућем плану за ресекцију тератома.

## Опште информације
Тератом  потиче од грчке речи тератос (чудовиште); тератоми су ембрионалне неоплазије изведене из тотипотентних ћелија које садрже ткиво из свих слојева клица (ектодерма, ендодерма и мезодерма).
Чешће се налазе у сакрококцигеалној регији и преовлађују у женском полу. Ови тумори имају висок морталитет повезан са опструкцијом дисајних путева током или убрзо након рођења.  Њихова етиологија је још увек непозната, међутим, постоје различите теорије од којих је најпопуларнија да епигнат може да нарасте из тотипотентних ћелија из Раткеове вреће и да расте на неорганизован начин. Тератоми се могу класификовати у четири групе (види табелу испод).
| Класификација    | Карактеристике |
| ---------------- | --- |
| Дермоидна циста  | Састоји се од епителних ћелија састављених од две линије заметних ћелија (генерално, ектодерма и мезодерма)           |
| Тератоидна циста | Састоји се од три слоја заметних ћелија; међутим, слабо је диференциран.                                              |
| Тератоми         | Могу бити чврсти или цистични, такође садрже ткиво из три слоја клица, и хистолошки их је више могуће идентификовати  |
| Епигнатус,       | Високо је развијен орални тумор који потиче из феталних органа и екстремитета. Такође је познат као „фетус у фетусу”. |

Велика хетерогеност тератома, заједно са њиховим посебним обликом презентације, узрокује велике потешкоће у дефинисању тачне маргине ресекције. Ово логично представља велики хируршки изазов у његовом интегралном управљању.